# Monflorite-Lascasas
Monflorite-Lascasas – gmina w Hiszpanii, w prowincji Huesca, w Aragonii, o powierzchni 29,16 km². W 2011 roku gmina liczyła 301 mieszkańców.